# Instituto de Física de Cantabria
El Instituto de Física de Cantabria (IFCA) es un centro público de investigación mixto perteneciente al Consejo Superior de Investigaciones Científicas (CSIC) y a la Universidad de Cantabria (UC) orientado a la investigación en ciencias básicas: para comprender los componentes de la naturaleza, desde las partículas elementales (Física de Partículas) a las estructuras más grandes del Universo (Astronomía y Ciencia del Espacio), así como el complejo comportamiento colectivo de la materia (Física Estadística y No lineal). 
El IFCA fue creado el 8 de junio de 1995 a través de un convenio de colaboración firmado por José María Mato de la Paz (presidente del CSIC) y Jaime Vinuesa Tejedor (rector de la UC), siendo el primer director del centro Xavier Barcons Jáuregui. La sede está ubicada en el Campus Universitario de la Universidad de Cantabria, en la ciudad de Santander.
Este instituto de investigación ha crecido de forma constante en todos sus aspectos, llegando a su tamaño actual de casi 100 personas con 30 investigadores en plantilla. Atendiendo a indicadores de género, el IFCA cuenta con un 30% de mujeres. Se producen al año más de 200 publicaciones en las mejores revistas en el campo y posee activos cerca de 20 proyectos.

## Grupos y líneas de investigación
La actividad científica del IFCA se centra en el área de la Física Básica, y en particular en los ámbitos de la Astrofísica y la Estructura de la Materia. El instituto cuenta con seis líneas de investigación:
- Galaxias y AGNs

Estudio del Universo en rayos X.
- Cosmología Observacional e Instrumentación

Estudio de la radiación de fondo cósmico de microondas y el desarrollo de detectores para satélites.
- Física de Partículas e Instrumentación

El centro participa en experimentos que permiten avanzar en el conocimiento de los constituyentes básicos de la materia y sus interacciones, en conexión con los programas del CERN y de otros grandes laboratorios internacionales como Fermilab. Durante años trabajó en uno de los detectores del Gran Colisionador de Hadrones, en el experimento CMS y actualmente lidera un proyecto para el desarrollo de nuevos detectores en el futuro acelerador de partículas ILC.
- Computación Avanzada

El IFCA es el tercer centro nacional de investigación en cuanto a recursos de cálculo. La sala de computación aloja el supercomputador Altamira, entre los más potentes del país, perteneciente a la Red Española de Supercomputación. El grupo ha establecido una infraestructura informática de primer nivel a nivel nacional, con visibilidad a nivel internacional y coordinando proyectos internacionales como el Hybrid DataCloud o el EOSC Synergy.
- Dinámica No Lineal

Investigan fenómenos no lineales y estocásticos en sistemas físicos. Los temas de investigación incluyen el caos de alta dimensión y los efectos del ruido y las fluctuaciones en sistemas físicos.
- Meteorología y Minería de Datos

Desarrollo y explotación de un nuevo sistema de predicción meteorológica. Se trabaja en diferentes proyectos internacionales relacionados con el cambio climático: incendios forestales, malaria y agricultura.

## Directores del IFCA
1. Xavier Barcons Jáuregui (1995-1999)
2. Luis Pesquera González (1999-2003)
3. Jesús Marco de Lucas (2003-2007)
4. Francisco Matorras Weinig (2007-2011)
5. Enrique Martínez González (2011-2016)
6. Teresa Rodrigo Anoro (2016-2020)[1]
7. José Manuel Gutiérrez Llorente (2020-2024)
8. Patricio Vielva Martínez (2024-)